# Simon Wills
Simon Wills (* 1957) ist ein englischer Posaunist, Komponist und Professor für Posaune an der Guildhall School of Music. Er lebt in London.
Er war von 1983 bis 1997 Erster Posaunist des Chamber Orchestra of Europe und Mitglied verschiedener namhafter Orchester wie des London Symphony Orchestra, des Orchestra of the Age of Enlightenment oder des Freiburger Barockorchesters. Peter Maxwell Davies komponierte für ihn das Stück Judas Mercator.
Wills ist Experte für die Aufführungspraxis Romantischer Musik und hat sich mit zeitgenössischer Blechbläsermusik befasst.
Sein Kompositionsstil ist ein Ergebnis verschiedenster Einflüsse aus allen musikalischen Epochen und kann als eklektisch bezeichnet werden. 2006 wurde seine abendfüllende Oper The Secret Agent (nach der Novelle von Joseph Conrad) beim Feldkirch Festival uraufgeführt.